# خارج الكوكب الصامت
«خارج الكوكب الصامت» (بالإنجليزية: Out of the Silent Planet )‏ هي رواية خيال علمي كتبها المؤلف البريطاني «سي. إس. لويس»، ونُشرت عام 1938 من قبل «جون لين»، في دار نشر «رئيس بدلي». بعد خمس سنوات، نُشرت الرواية في الولايات المتحدة (من قبل شركة «ماكميلان»، 1943). ونُشرت تتمتين للرواية في عامي 1943 و1945، لاستكمال ما يسمى بـ «الثلاثية الكونية أو ثلاثية الفضاء».
نُشر جزء من تتمة أخرى، تجري أحداثها قبل الرواية الأولى «بيريلاندرا» والرواية الثانية «تلك القوة البشعة»، تحمل اسم «البرج المظلم» في مجموعة من القصص الخيالية القصيرة عام 1977 من تأليف لويس (المتوفى عام 1963) ومقالات لأربعة كُتاب آخرين، تحمل اسم «البرج المظلم وقصص أخرى».

## منشأ الرواية
استُلهمت ثلاثية الفضاء وتأثرت برواية «رحلة إلى السماك الرامح» (1920) للكاتب «ديفيد ليندساي».
وفقًا لكاتب السيرة الشخصية «إيه. إن. ويلسون»، كتب لويس الرواية بعد محادثته مع «جاي آر. آر. تولكين»  التي رثى فيها الرجلان حالة أدب الخيال المعاصر. واتفقا على أن لويس سيكتب قصة عن السفر عبر الفضاء، في حين سيكتب تولكين قصة عن السفر عبر الزمن. لم يكمل تولكين كتابة قصته، وقد نُشر ما كُتب منها في كتاب قام ابنه «كريستوفر» بتحريره يحمل اسم «الطريق المفقود وكتابات أخرى» (1987).

## رد فعل النقاد
يصف «بيتر نيكولز» رواية خارج الكوكب الصامت وبيريلاندرا بالـ «رومانسيات الكوكبية مع عناصر من أساطير العصور الوسطى. يُنظر إلى كل كوكب على أنه يتمتع بروح وصائية؛ فالكواكب الأخرى جيدة ويمكن الوصول إليها، في حين انهارت الأرض وأصبحت غريبة وغير معروفة من قبل معظم البشر بشكل مباشر. هذان الكتابان خياليان بقوة، على الرغم من أن محتواهما العلمي منافٍ للمنطق بشكل متقطع.»
كتب «روبرت ماكليناهان»، «يدمج كتاب خارج الكوكب الصامت، أقصر رواية وأكثرها بساطة من كتب ثلاثية الفضاء، العديد من عناصر الخيال العلمي الكلاسيكي، بما في ذلك الرحلات الفضائية، ومقابلة الكائنات الفضائية الرائعة، والتصوير المُوسع لكوكب آخر، لولا الخلفية اللاهوتية (التي يُسلط الضوء عليها في نهاية القصة فقط)، لكان أصبح الكتاب مجرد رواية في مجلات اللب مكتوبة جيدًا ومتوسعة في المعرفة.» 
كتب «جون جوسلينج»، على موقعه على شبكة الإنترنت المكرس لرواية «حرب العوالم»، أن الرواية «هي جزء مكتوب ومهم للغاية من الخيال العلمي المريخي.»